# 洪秀全演義
洪秀全演义，又名太平天国演义，是广东番禺人黄世仲，以筆名黄小配所著。本書創作始於1905年，发表于香港日报（黄原是该报社记者）。黄在写法上仿傚三国演义章回小说写法，当时颇受阅众欢迎，但只写至五十四回即1856年南京内訌，1864年清占南京即草草结束。黄逝于1913年（民国2年）广州，因身为同盟会会员被军阀陈炯明逮捕杀害，得年只41岁。洪秀全演義雖是描寫太平天國歷史的講史小說，但歐陽健《晚清新小說簡史》一書中亦認為是宣傳種族革命的革命派小說。